# كندرا سبيرز
الأميرة سلوى آغا خان (ولدت كندرا سبيرز;في 5 أغسطس 1988) عارضة أزياء أمريكية سابقة، وزوجة الأمير رحيم آغا خان.

## نشأتها والتعليم
ولدت كندرا سبيرز في 5 أغسطس 1988 في سياتل.
ارتادت جامعة ولاية بورتلاند لدراسة علم الاجتماع، وحصلت على درجة البكالوريوس في علم الاجتماع من جامعة واشنطن في يناير 2008، بدأت سبيرز حياتها في عروض الأزياء في مدينة نيويورك.

## مسيرتها المهنية
في يناير 2008، شارك كندرا سبيرز في مسابقة فورد العالمية لعارضات الأزياء بعد فوزها في مسابقة عررض أزياء عن طريق ماي سبيس . بعد انتهاء المسابقة حصلت على عقد مع موديلات فورد من نيويورك لتقدم أول عرض لها في سبتمبر 2008 خلال أسبوع نيويورك للموضة, بعد النجاح في نيويورك، ذهب سبيرز على المشي لأفضل المصممين المرموقين في في ميلان وباريس، بما في ذلك غوتشي، كريستيان لاكروا، لانفين، هيرميس، و فالنتينو.
وسارت في عروض ماركات عالمية بما في ذلك شانيل، فيرساتشي، دولتشي آند غابانا وجورجيو أرماني، وكما ظهرت في حملات دعائية لماركات مثل لبرادا وكالفن كلاين.

## حياتها الشخصية
في 26 أبريل 2013، أعلن أغا خان الرابع أمام الطائفة الإسماعيلية في بيان على شبكة الآغا خان ارتباط ابنه الأكبر الأمير رحيم آغا خان على كندرا سبيرز, وانهم بصدد الترتيب لحفل زواج.
بعد ارتباط دام أربعة أشهر فقط، تبادل كندرا والأمير رحيم عهد الزواج في حفل زفاف في 31 أغسطس 2013، في شاتو دو بيليريف، جنيف، سويسرا. موطن الإقامة الأمير صدر الدين آغا خان والأميرة علياء سابقاً.
بزواجها حصلت عارضة الأزياء الأمريكية كندرا سبيرز على لقب الأميرة سلوى.
في 29 أكتوبر 2014، أعلن أن الأميرة كانت تتوقع أول طفل لها مع الأمير رحيم.
في 14 أبريل 2015، أعلن صاحب السمو الآغا خان زعيم الطائفة الإسماعيلية على الصفحة الرسمية، أن الأميرة سلوى في 11 أبريل 2015 وضعت في جنيف طفلا بصحة جيدة، وسمى الأمير عرفان الآغا خان .

## روابط خارجية
- كندرا سبيرز على موقع دليل عارضات الأزياء (الإنجليزية)
- The Internet Fashion Database